# WXV 3 2023
Il WXV 3 2023 fu la terza divisione del WXV 2023, 1ª edizione del torneo annuale di World Rugby per squadre nazionali femminili di rugby a 15.
Si tenne dal 13 ottobre 2023 al 28 ottobre 2023  negli Emirati Arabi Uniti tra 6 squadre nazionali qualificate alla competizione tramite vari tornei continentali e spareggi nel corso di quello stesso anno.
La vincitrice del torneo fu l'Irlanda, che proprio nell'ultima giornata ebbe la meglio sulla Spagna, sua contendente al titolo finale.
Ultima classificata fu la Colombia, unica rappresentante del Sudamerica nella competizione.

## Formato
Al torneo presero parte sei squadre qualificatesi tramite i trofei continentali tenutisi in quello stesso anno e uno spareggio per determinare la compagine rappresentante del Sudamerica.
Le sei squadre furono ripartite in due gironi da tre ciascuna; ogni squadra di un girone giocò contro tutte quelle dell'altro, per un totale di tre incontri per squadra e nove totali; la classifica si compose secondo le regole del punteggio dell'Emisfero Sud (4 punti a vittoria, 2 a pareggio, nessuno alla sconfitta, 1 punto di bonus per la squadra che segni 4 mete e 1 punto in caso di sconfitta con meno di 8 punti di scarto), e la squadra prima classificata fu vincitrice del WXV 3, promossa nel WXV 2 successivo.
L'ultima classificata del VXV 3 fu altresì destinata a uno spareggio contro la non partecipante al torneo con il miglior ranking World Rugby per l'ammissione alla terza divisione dell'anno successivo.

## Squadre partecipanti
| Girone 1 | Girone 2   |
| -------- | ---------- |
| Figi     | Colombia   |
| Irlanda  | Kazakistan |
| Kenya    | Spagna     |

## Risultati

### 1ª giornata
| Arbitro: | Amelia Luciano |

| |      |                  |
| Nakesa 4’ Waisega 22’, 53’ Arei 26’, 71’ Korovata 32’ Tisolo 35’ Naisewa 47’ Milinia 58’ Neivosa 75’ Cumu 80+4’ | mt   | 80+1’ Lopera     |
| Tisolo 4’, 22’, 26’, 47’, 58’, 75’                                                                              | tr   | 80+1’ Arzuaga    |
| | c.p. | 30’, 55’ Arzuaga |

| Arbitro: | Doriane Domenjo |

| |    |  |
| Haney 2’ Deely 10’ Higgins 16’, 34’, 46’, 80+4’ Djougang 24’ Parsons 30’, 54’, 57’, 75’ Scuffil-McCabe 37’ G. Moore 40’ Dalton 52’, 73’ Hogan 57’ Delaney 80’ | mt |  |
| Kearney O’Brien 2’, 24’, 30’, 34’, 40’, 46’ Fowley 52’, 54’, 57’, 73’, 75’, 80’                                                                               | tr |  |

| Arbitro: | Maria Latos |

|                                                   |      |  |
| Blanco 2’ Calvo 7’ C. Pérez 31’ Gorrochategui 55’ | mt   |  |
| Argudo 2’, 7’ Z. Pérez 55’                        | tr   |  |
| Argudo 28’ Z. Pérez 64’                           | c.p. |  |

### 2ª giornata
| Arbitro: | Adèle Robert |

|                                         |      |                        |
| Kazibekova 5’ Dadažanova 22’ Bekker 50’ | mt   | 66’ Wafula 73’ Nyerere |
|                                         | tr   | 66’ Okulu              |
| Bakytpek 64’                            | c.p. |                        |

| Arbitro: | Ella Goldsmith |

|                     |      |                                    |
| Peña 36’, 57’, 75’  | mt   | 7’ Milinia 32’ Arei 78’ Ralivanawa |
| Argudo 57’          | tr   | 32’, 78’ Tisolo                    |
| Argudo 4’, 13’, 23’ | c.p. |                                    |

| Arbitro: | Ano Kuwai |

|                                                                                                  |      |             |
| N. Jones 3’, 51’ Behan 11’ Moore 17’ Deely 23’ Hogan 25’ McMahon 38’ Parsons 42’, 69’ Tarpey 74’ | mt   |             |
| O’Brien 3’, 23’, 25’, 38’, 51’ Deely 69’, 74’                                                    | tr   |             |
|                                                                                                  | c.p. | 62’ Arzuaga |

### 3ª giornata
| Arbitro: | Amelia Luciano |

|  |    | |
|  | mt | 3’, 7’, 15’, 74’ Milinia 20’, 38’ Ralivanawa 24’ Tinanivalu 30’ Cumu 34’, 70’, 79’ Neivosa 36’, 51’ Tisolo 47’ Senikarivi 57’ Nagasau 59’ Kinita 62’ Leweniqila 66’ Korovata |
|  | tr | 3’, 7’, 15’, 20’, 30’, 34’, 36’, 38’, 57’, 62’, 66’, 70’ Tisolo 59’ Nagasau 79’ Vosadrau                                                                                     |

| Arbitro: | Maria Latos |

|                            |      |          |
| Auma 6’, 38’ R. Otieno 24’ | mt   | 34’ Soto |
| Ochieng 45’                | c.p. |          |
| Ochieng 75’                | drop |          |

| Arbitro: | Doriane Domenjo |

|                        |      |                   |
| Moore 60’ N. Jones 75’ | mt   | 10’ Peña          |
| O’Brien 60’            | tr   | 10’ Argudo        |
| O’Brien 35’            | c.p. | 24’, 40+1’ Argudo |

## Classifica
| Pos | Squadra    | G | V | N | P | PF  | PS  | DP   | BMP | Pt |
| --- | ---------- | - | - | - | - | --- | --- | ---- | --- | -- |
| 1   | Irlanda    | 3 | 3 | 0 | 0 | 188 | 16  | +172 | 2   | 14 |
| 2   | Figi       | 3 | 2 | 0 | 1 | 204 | 39  | +165 | 3   | 11 |
| 3   | Spagna     | 3 | 2 | 0 | 1 | 71  | 34  | +37  | 2   | 10 |
| 4   | Kenya      | 3 | 1 | 0 | 2 | 33  | 55  | −22  | 1   | 5  |
| 5   | Kazakistan | 3 | 1 | 0 | 2 | 18  | 239 | −221 | 0   | 4  |
| 6   | Colombia   | 3 | 0 | 0 | 3 | 21  | 152 | −131 | 0   | 0  |